# Ixala
Ixala is een geslacht van vlinders van de familie spanners (Geometridae), uit de onderfamilie Ennominae.

## Soorten
- I. adventaria Pearsall, 1906
- I. desperaria Hulst, 1887
- I. klotsi Sperry, 1940
- I. proutearia Cassino, 1928